# Championnat d'Europe de roller in line hockey
Le Championnat d'Europe de roller in line hockey est une compétition annuelle organisée par le Comité Européen de Roller In Line Hockey.

## Palmarès
| Année | Médaille d'or      | Médaille d'argent  | Médaille de bronze | Site                  |
| ----- | ------------------ | ------------------ | ------------------ | --------------------- |
| 2004  | République tchèque | France             | Espagne            | Assenheim (Allemagne) |
| 2005  | Non organisé       | Non organisé       | Non organisé       | Non organisé          |
| 2006  | France             | République tchèque | Allemagne          | Rouen (France)        |